# Haukkasalo
Haukkasalo je treći najveći otok u jezeru Päijänne u Finskoj. Posjetitelji mogu pristupiti Haukkasalu skelom ili privatnim brodom. Manje od 5 ljudi živi tamo tijekom cijele godine, ali postoji nekoliko vikendica.

## Vanjske poveznice
|  | Zajednički poslužitelj ima još gradiva o temi Haukkasalo |